# Escarabajo pelotero

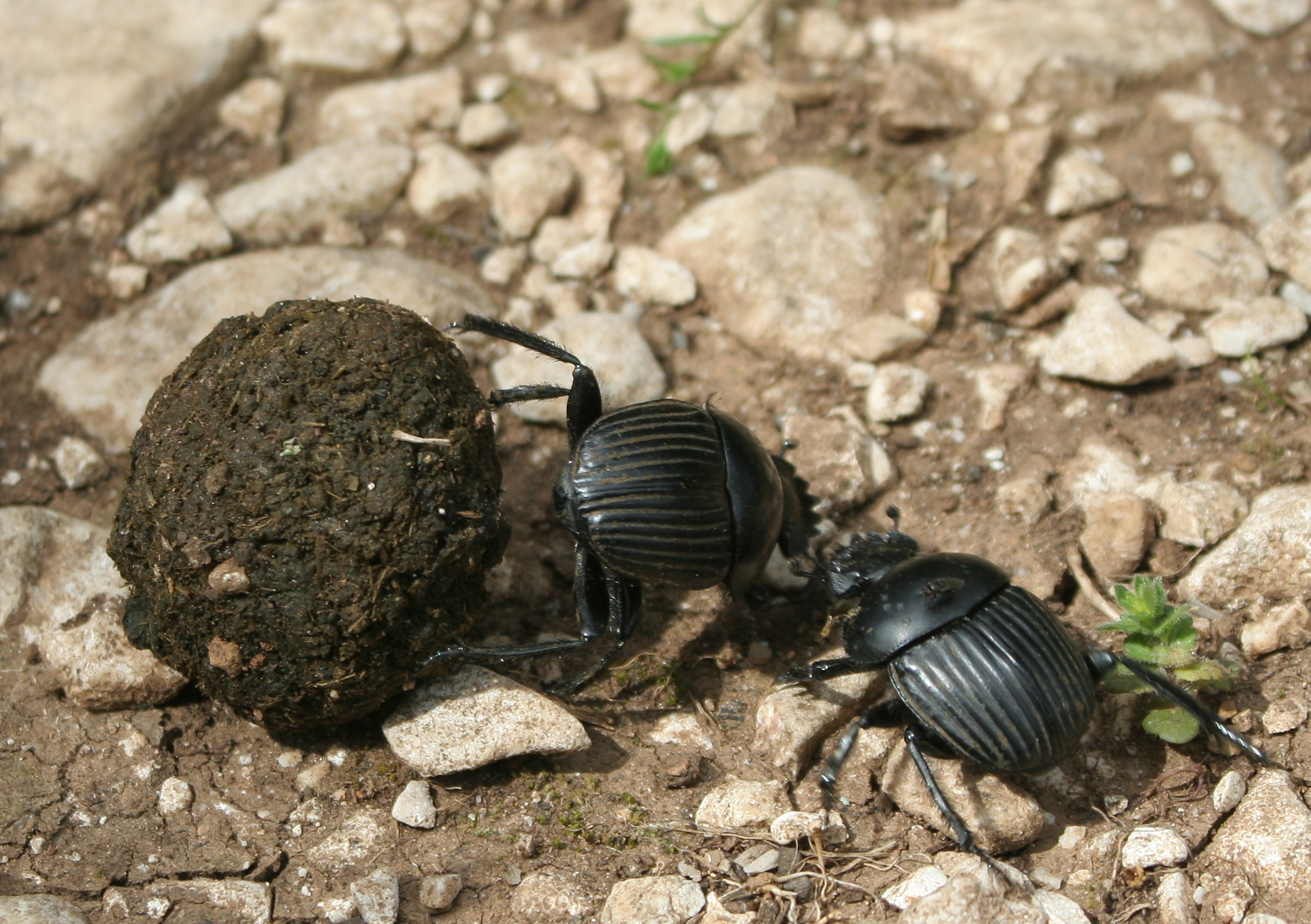
Una pareja de Scarabaeus laticollis rodando una bola de excrementos.

Los escarabajos peloteros (o acatangas, en la región andina)  son aquellos coleópteros que alimentan a sus larvas con estiércol (excrementos). A ese fin, los escarabajos peloteros desgajan porciones del estiércol y, con sus patas delanteras en forma de paleta dentada, las apelotonan dándoles forma esferoide antes de transportarlas a cierta distancia, hasta el sitio donde han excavado una galería subterránea para enterrarlas. A veces la galería se forma debajo de la masa mayor de estiércol, y no existe transporte; y a veces, cuando este transporte existe, un segundo individuo es admitido a colaborar en el rodamiento de la bola. La forma esférica o de pelota que se brinda a la masa desgajada facilita dicho transporte, por cuanto opera en ello el principio de la acción mínima. Posteriormente, amasando bien una o varias bolas enterradas, con lo que se homogeneiza todo el material llevado a la galería, forman allí una hogaza o bola grande con todas esas porciones, a la que después dividen, esculpiendo con los fragmentos peras —u ovoides— de base más ancha y forma poco proclive a rodar. Cerca del extremo más agudo o punta la hembra introduce uno de sus huevos; luego ocluye (tapa) el agujero de la pera a través del cual penetró su ovipositor deponiendo el huevo, y ella, bien sola o bien con un colaborador, pule cuidadosamente todo el exterior de la pera, formándole una capa externa comprimida y casi lustrosa. Interiormente, las peras se calientan unos grados con la fermentación del estiércol, aunque la superficie de este se endurece y se seca (proceso que se acelera por el prolijo pulimento proporcionado a cada pera), y así cada larva dispone del interior húmedo de su pera o pelota para comer y desarrollarse. En algunas especies, la hembra permanece puliendo las peras hasta casi la emersión de las larvas, eliminando así los mohos que podrían frustrar el proceso. Finalmente, la hembra emerge y por lo común muere. En tanto, terminada la etapa en la galería subterránea, cada larva saldrá de su pera a excavar y alimentarse de raíces para, finalmente, terminar su metamorfosis completa, emergiendo a la superficie como adulto para repetir el ciclo reproductivo. La descripción clásica —aquí resumida— es la de Jean Henri Fabre en la Serie I de sus Souvenirs entomologiques.

El escarabajo era sagrado en el antiguo Egipto, porque se relaciona con el dios Khepri, quien se creó a sí mismo y volvía a nacer cada mañana de la misma manera que renace el Sol, pues se creía que el escarabajo pelotero llevaba el Sol.

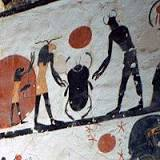
Fotografía de una pintura rupestre que protagoniza el escarabajo pelotero llevando el Sol.

No todos los escarabajos coprófagos tienen este comportamiento, ya que se observan bastantes variaciones. Algunos no transportan el estiércol, sino que excavan su galería y entierran sus provisiones bajo la masa principal; otros sí lo transportan, pero no por rodamiento. Son ejemplo de este comportamiento los géneros Scarabaeus, Canthon, Gymnopleurus y Sisyphus, entre otros.